# Вулкан Макушина
Вулкан Макушина (англ. Makushin  Volcano, Макушкинская сопка) — действующий вулкан на Аляске, Северная Америка, находится на острове Уналашка.
При высоте в 2036 м вулкан является самой высокой точкой на острове. Кроме того он является одним из самых активных на Алеутских островах.

## Активность
Этот вулкан имеет множество зарегистрированных извержений в течение XIX и XX веков, а также несколько сообщений о вулканической деятельности в этом районе в течение XVIII века . Последнее извержение произошло в 1995 году.